# Уеда Ейдзі
Уеда Ейдзі (яп. 上田栄治, нар. 22 грудня 1953, Тіба) — японський футболіст, що грав на позиції нападника, згодом — футбольний тренер.

## Ігрова кар'єра
Протягом 1976–1982 років грав за команду «Фудзіта».

## Тренерська робота
1999 року тренував команду «Бельмаре Хірацука», а роком пізніше очолив збірну Макао, з якою працював три роки.
Протягом 2003–2004 років працював з жіночою збірною Японії, зокрема очолював її на чемпіонаті світу 2003 року, а також на жіночому футбольному турнірі Олімпіади-2004.
З 2004 року протягом трьох сезонів знову працював з командою «Сьонан Бельмаре».